# Anthracotheriidae
Gli antracoteriidi (Anthracotheriidae) sono una famiglia estinta di artiodattili imparentata con suidi ed ippopotamidi. Vissero in Africa, Nordamerica ed Eurasia tra l'Eocene e il Pliocene.

## Descrizione
Gli antracoteri erano solitamente simili a ippopotami particolarmente snelli, con una testa più piccola e stretta, e un aspetto generale che ricordava vagamente i maiali. Possedevano quattro o cinque dita su ogni zampa (a seconda delle specie) e piedi larghi ben adatti a camminare su terreni molli come il fango. Gli antracoteri avevano una serie completa di 44 denti, con cuspidi semilunate sui molari superiori. Alcuni antracoteri erano di piccole dimensioni (ad esempio Microbunodon, pesante forse 25 chilogrammi), ma molti di essi superavano la taglia di un odierno cinghiale e i più grandi (come Libycosaurus) erano grandi quanto un ippopotamo.

## Classificazione
Alcune caratteristiche dello scheletro degli antracoteri suggeriscono che questi animali erano strettamente imparentati con gli odierni ippopotami; in particolare, la struttura della mandibola di forme quali Anthracotherium indicherebbe una posizione filogenetica molto vicina agli ippopotamidi, forse ancestrale (Boisserie et al., 2005). La natura dei sedimenti in cui sono stati ritrovati i loro fossili, inoltre, implica che il loro stile di vita fosse anfibio; ciò supporta anche l'ipotesi che essi fossero gli antenati degli ippopotami.

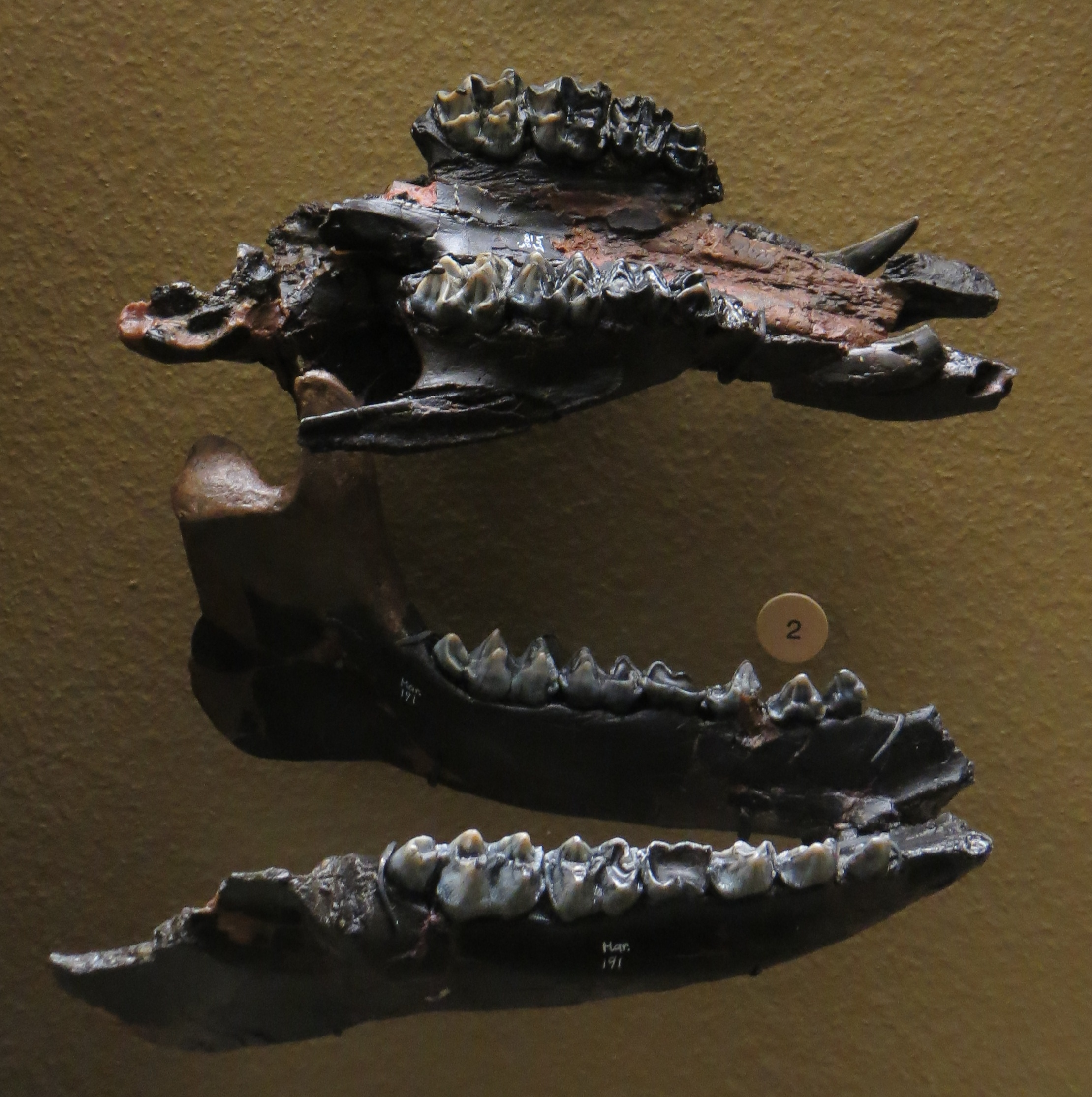
Cranio e mandibola di Elomeryx borbonicus

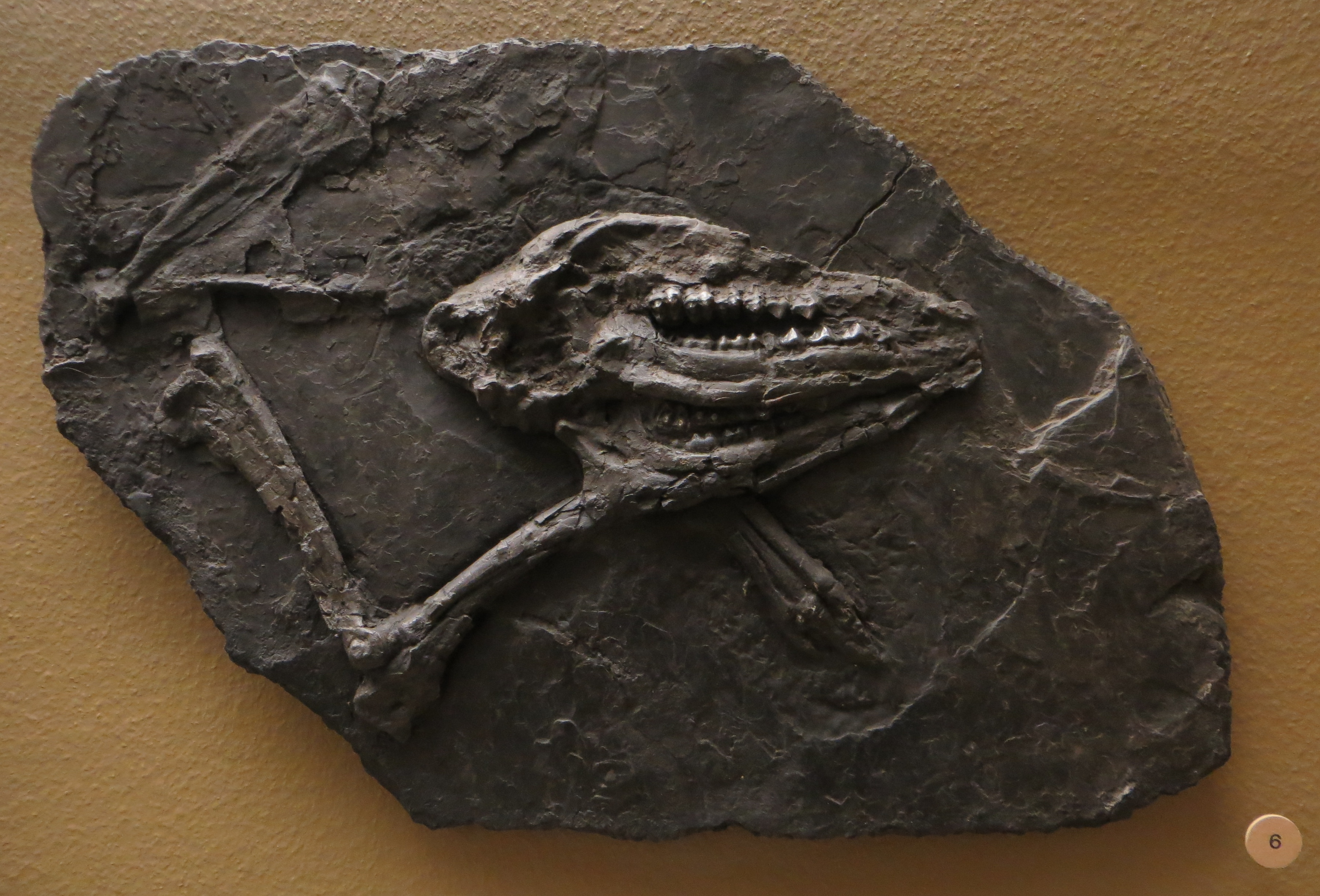
Scheletro parziale di Anthracochoerus stehlini

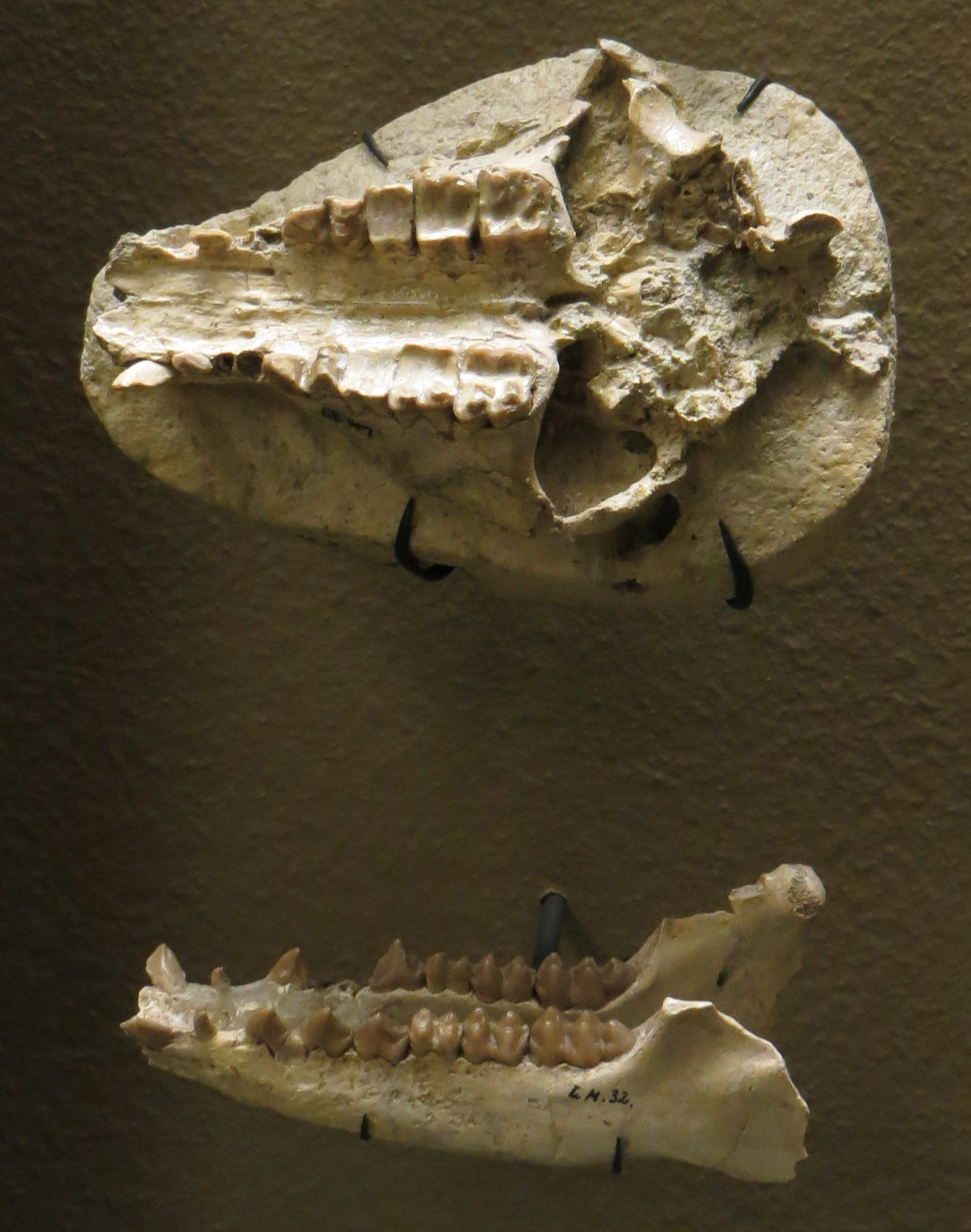
Cranio e mandibola di Microbunodon minimum

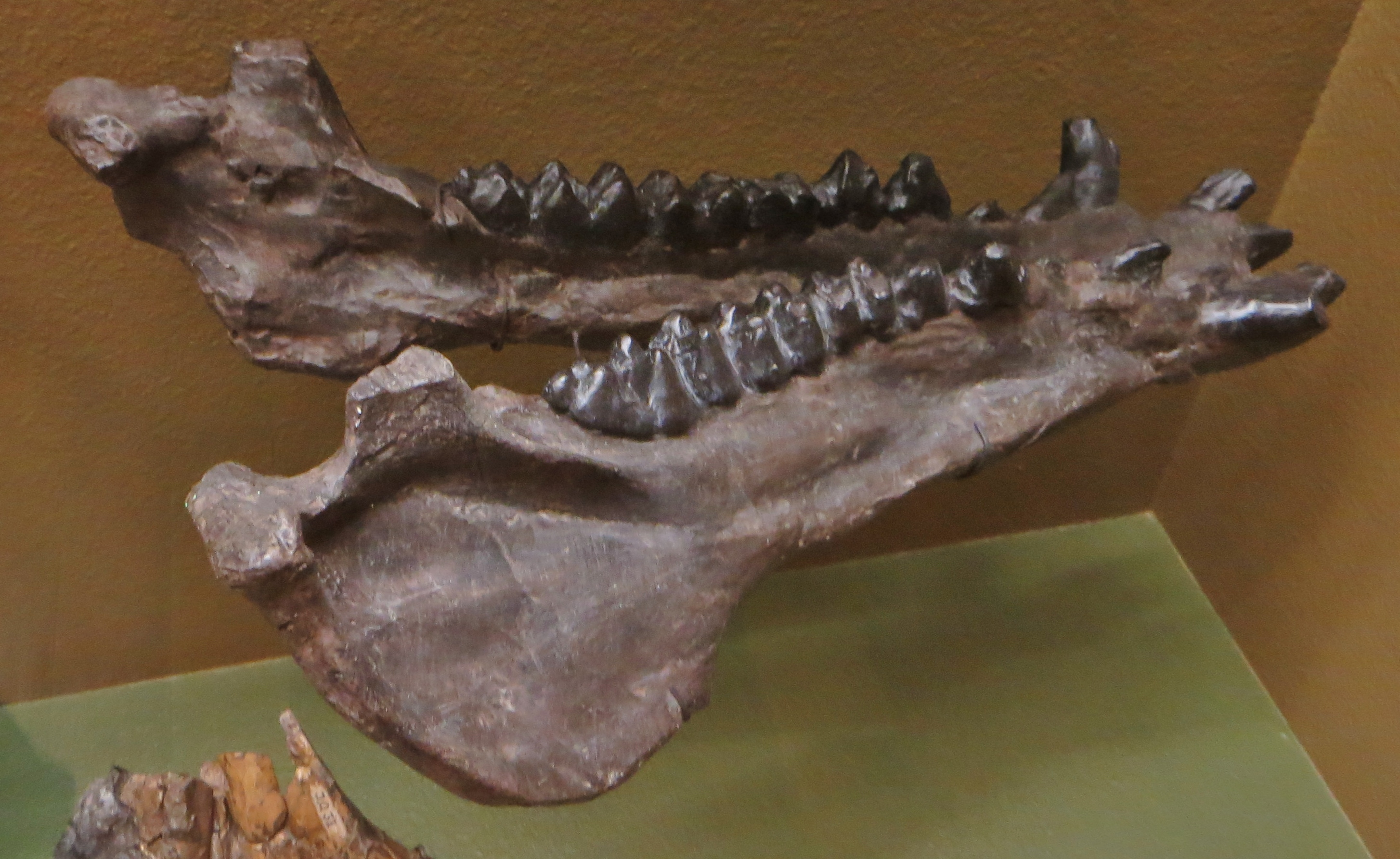
Mandibola di Anthracotherium valdense

A tutti gli effetti, se così fosse la famiglia Anthracotheriidae sarebbe da considerare parafiletica. Tra gli antracoteriidi, sembra che i più stretti parenti degli ippopotami siano da ricercare nella sottofamiglia Bothriodontinae. Secondo alcuni studi, tuttavia, gli ippopotami potrebbero essersi originati da una famiglia di suiformi arcaici noti come Palaeochoeridae (Pickford, 2008).
Alcune evidenze, ottenute grazie al sequenziamento di geni, suggeriscono che gli ippopotami siano i più stretti parenti viventi delle balene (Gatesy, 1997; Ursing e Arnason, 1998); se gli antracoteriidi fossero "ippopotami" basali, sarebbero anch'essi imparentati con le balene e i delfini, e radunati in un clade noto provvisoriamente come Whippomorpha.
In ogni caso, i più antichi antracoteri datano all'Eocene medio, molto dopo che gli archeoceti (i cetacei più antichi) conquistarono definitivamente l'ambiente acquatico. Anche se le analisi filogenetiche dei dati molecolari di animali attuali suggeriscono fortemente la nozione che gli ippopotamidi siano i più stretti parenti dei cetacei, è improbabile che i due gruppi siano strettamente imparentati, soprattutto se si prendono in considerazione tutti i vari gruppi di artiodattili, viventi ed estinti. I cetacei si originarono circa 50 milioni di anni fa in Asia, mentre gli ippopotamidi più antichi risalgono a 15 milioni di anni fa e i loro resti sono stati scoperti in Africa. Infine, le analisi dei cladi noti solo allo stato fossile non hanno ancora risolto la questione dell'origine dei cetacei (Thewissen et al., 2007).
Un altro studio ha suggerito che gli antracoteri fossero parte di un clade comprendente anche gli entelodonti e il grande Andrewsarchus, e che questo fosse un sister clade agli altri cetancodonti, con Siamotherium considerato come il membro più basale del clade Cetancodontamorpha (Spaulding et al., 2009).

### Tassonomia

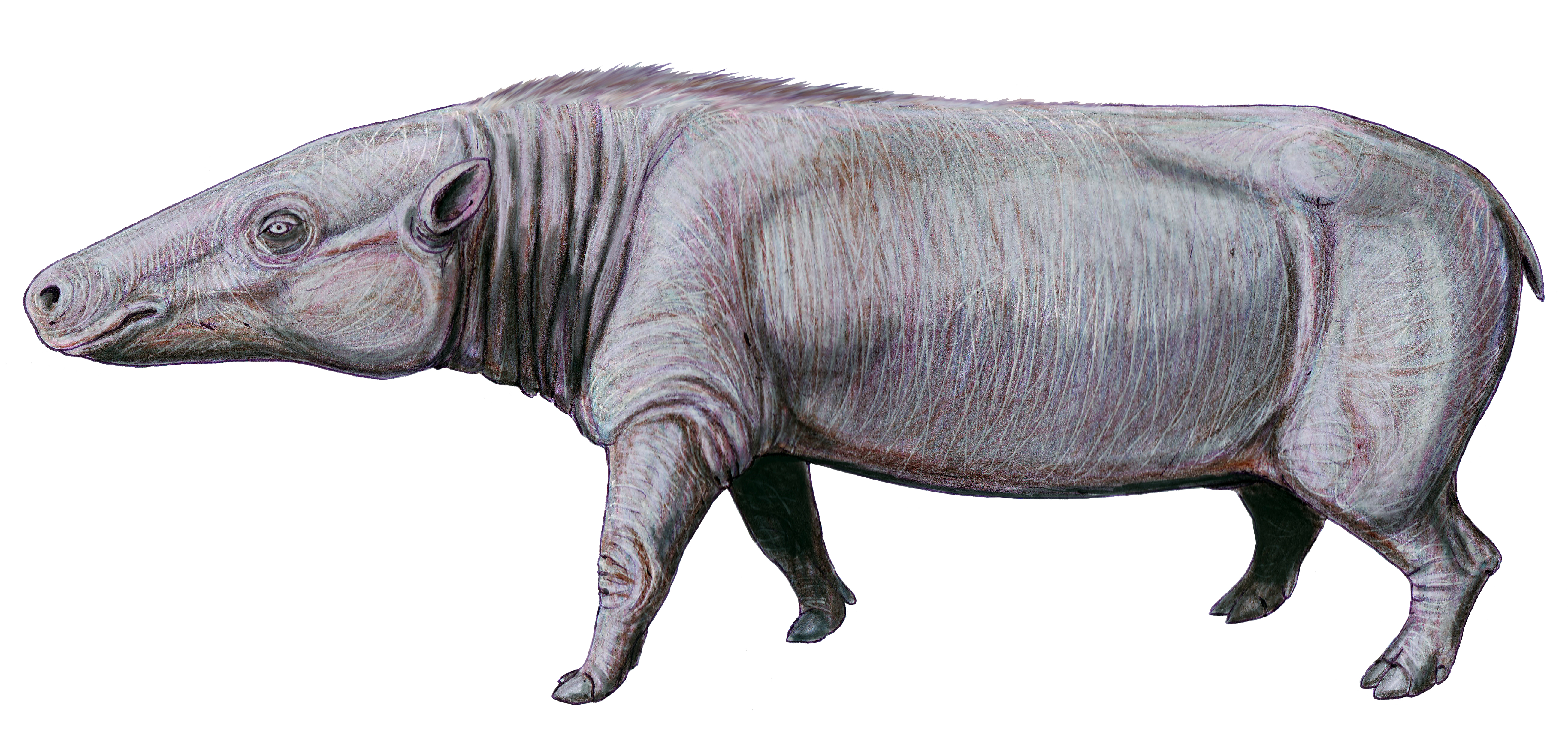
Ricostruzione di Anthracotherium magnum

- Anthracotheriidae
  - Siamotherium
  - Anthracochoerus
  - Anthracothema
  - Anthracohyus
  - Epirigenys[1]
  - Anthracotheriinae
    - Heptacodon
    - Anthracotherium

  - Microbunodontinae
    - Anthracokeryx
    - Microbunodon

  - Bothriodontinae
    - Ulausodon
    - Elomeryx
    - Bothriogenys
    - Qatraniodon
    - Bothriodon
    - Bakalovia
    - Aepinacodon
    - Arretotherium
    - Kukusepasutanka
    - Brachyodus
    - Afromeryx
    - Sivameryx
    - Hemimeryx
    - Merycopotamus
    - Libycosaurus

## Paleoecologia
Gli antracoteriidi erano animali dalle abitudini principalmente semiacquatiche, e probabilmente si comportavano in modo simile agli odierni ippopotami, in particolare per quanto riguarda le specie di maggiori dimensioni. Erano molto diffusi durante l'Oligocene, quando ancora il clima mondiale era caratterizzato da un elevato tasso di umidità. È possibile che i cambiamenti climatici e l'apparizione di altri gruppi (come gli ippopotamidi) abbiano contribuito alla drastica riduzione e all'estinzione di questi animali.